# Sassmann
Příjmení Sassmann, ženská podoba Sassmannová je v České republice německá zkomolenina slovanského jména. Podle genealoga Aloise Sasmanna totiž pochází z českého jména Sazima, Sazma nebo Sezima.[zdroj?] V Česku žilo ke dni 5. září 2013 30 mužů a 41 žen s tímto příjmením. V Německu a jiných zemích vzniklo příjmení Sassmann též zkrácením příjmení Sassmannshausen (od německého Sachs, tj. Sas), což byl původně název obce.[zdroj?]

## Známí nositelé příjmení
- Alois Sassmann, kněz a spisovatel
- Dvě z obětí vrahů Pacovských byli Radek a Jan Sassmannovi z Litvínovic[2]